# Görgényoroszfalu község
Görgényoroszfalu község (románul: Comuna Solovăstru) község Maros megyében, Romániában. Központja Görgényoroszfalu, hozzá tartozik Görgénysóakna.

## Népessége
A 2011-es népszámlálás adatai alapján a község népessége 2888 fő volt.